# Tatort: Strafstoß
Strafstoß ist der Titel der zehnten Tatort-Folge mit Kriminalhauptkommissar Max Palu (Jochen Senf). Die 421. Tatort-Folge wurde am 5. September 1999 im Ersten erstmals ausgestrahlt. Es geht um den Mord an der Clubsekretärin des Saarbrücker Eishockeyvereins.

## Handlung
KHK Max Palu kommt mit seinem neuen Kollegen Gregor Blass verspätet zum Eishockey-Spiel der abstiegsbedrohten Saarfalken, wo Ingrid und ihr neuer Freund Marcel bereits Platz genommen haben und verpasst fast die Führung des Gegners. In den Katakomben des Stadions werden Filmaufnahmen gedreht und plötzlich geht die Clubsekretärin Elke Gotier zu Boden. Es fehlen ca. 110.000 Mark aus dem offenen Tresor. Der Verdacht fällt schnell auf den kanadischen Profi Johnny Mathieu, der in einer Formkrise steckt und mit der (schwangeren) Toten befreundet war. Die Tote fühlte sich aber eher zum Vereinsvorstand und Bauunternehmer Baumgärtner hingezogen, der einige zwielichtige Unternehmungen laufen hat und dadurch erpressbar war.
Nach zwei Einbrüchen bei Elke Gotier und Sabine Zimmer sowie einem mysteriösen Todesfall in Frankreich lässt Palu undercover in der Fan-Szene ermitteln. Und tatsächlich: Dies führt zu den verschwundenen 100.000. Schatzmeister Stegner, vor dessen Augen sich der verzweifelte Bauunternehmer Bering das Leben nahm, erklärt Palu und Blass die Vergaben für Bauaufträge und belastet Strippenzieher Baumgärtner. Dieser lässt Sabine entführen und fordert von ihr den ominösen roten Ordner, den Elke unterschlagen hat und der alle krummen Geschäfte dokumentiert. Elke und Sabine wollten gemeinsame Sache machen: Baumgärtner wird erpresst und Sabine publiziert alles. Die Schwangerschaft machte den Deal zunichte und Sabine erschlägt Elke im Affekt.

## Rezeption

### Einschaltquoten
Strafstoß erreichte bei der Erstausstrahlung insgesamt 6,62 Mio. Zuschauer, was einem Marktanteil von 22 % entsprach.

### Kritiken
TV Spielfilm signalisiert Daumen nach oben: "Prima, Palu, man rätselt bis zuletzt gern mit".